# Intendance des bâtiments de la Couronne
L'intendance des bâtiments de la Couronne est une administration chargée de la gestion des bâtiments de la Couronne après 1809.

## Liste civile et dotation immobilière de la Couronne
Dès le début de la Révolution, l'Assemblée nationale introduit le concept de « Liste civile » le 7 octobre 1789. Le 2 janvier 1790, marquis de Montesquiou propose d'accorder à Louis XVI devenu roi des Français la somme de 20 millions de francs pour couvrir ses frais de fonctionnement et de la famille royale. Le 9 juin, l'Assemblée nationale accorde une somme de 25 millions de francs par an. Par deux décrets du 26 mai et 1er juin 1791 une « dotation immobilière de la Couronne » est incluse dans la Liste civile comprenant des maisons, des bâtiments, des forêts, des domaines et des palais, dont le Louvre et les Tuileries. Ce système disparaît après la chute de la monarchie le 10 août 1792 et l'arrestation de Louis XVI.

## Intendance des bâtiments de la Couronne sous NapoléonIer
La liste civile réapparaît avec Napoléon Ier et le senatus-consulte du 30 janvier 1810 qui reconduit les 25 millions de francs et reprend la dotation immobilière de la Couronne. Cette dotation immobilière comprend alors les palais nationaux (le Louvre, les Tuileries, Fontainebleau, Compiègne, Saint-Cloud, Versailles, Meudon..), mais aussi des palais provenant des conquêtes de Napoléon, au Piémont, à Rome, à Florence, à Amsterdam, à Haarlem ou à Utrecht. La dotation immobilière est considérée comme inaliénable.
L'intendance des bâtiments de la Couronne a été créée par Napoléon Ier pour le baron Louis Costaz par décret du 28 décembre 1809. 
Ce service faisait partie de la Maison de l'Empereur, et plus particulièrement de l'intendance générale de la Couronne qui supervise les bâtiments, les parcs et jardins, le garde-meuble, les musées, la Monnaie des médailles, les manufactures, ainsi que les forêts et les domaines de la Couronne. La Maison militaire de l'Empereur en a fait partie dans le décret de l'an XIII mais en a rapidement été détachée.
Entre 1804 et 1809, les bâtiments de la Couronne sont gérés par l'intendance générale de la Couronne.
Les attributions de l'intendant général des bâtiments de la Couronne sont précisés dans le décret du 9 janvier 1810. L'intendant général des bâtiments de la Couronne suit les directives de l'intendant général de la Couronne pour la partie financière, et du grand maréchal du palais, pour les « dispositions, arrangemens, changemens et travaux dans les palais », cependant il « rend compte directement à l'empereur de ce qui est relatif à l'architecture et aux arts ». Ses attributions comprennent les eaux et les jardins, ainsi que les dépôts des marbres. Il est chargé de la préparation du budget et veille à son équilibre, il doit la surveillance des marchés, la vérification des prix, et la comptabilité. Il a sous ses ordres tous les agents du service : architectes, inspecteurs des travaux, garde-magasins, fontainiers. Étant à la fois maître de son personnel et en relations directes avec l'empereur, il jouit d'une grande liberté d'action. Il a sous sa direction les bâtiments de la Couronne en France, mais aussi en Italie, en Belgique et en Hollande.
Après le remplacement du baron Costaz par le baron Mounier en 1813, ses pouvoirs sont réduits au profit de l'intendant général de la Couronne et le grand maréchal du palais n'apparaît plus.

## Intendance des bâtiments de la Couronne sous Louis XVIII
La Liste civile de Louis XVIII est définie dans la loi du 8 novembre 1814. Elle reprend toutes les dispositions juridiques de la Liste civile de l'Empereur.

## Intendance des bâtiments de la Couronne sous Charles X
La loi de Liste civile est votée le 15 janvier 1825. Elle conserve les dispositions prises sous Louis XVIII. La seule modification a été la restitution des biens qui faisaient partie de l'apanage de la Maison d'Orléans, en contradiction du décret du 21 décembre 1790 qui supprimait les apanages territoriaux.

## Intendance des bâtiments de la Couronne sous Louis-PhilippeIer
La loi de Liste civile de Louis-Philippe Ier a fait l'objet d'un long débat. Elle a été votée avec difficultés. La dotation pécuniaire a été réduite à 12 millions de francs par an, plus 1 million pour le prince royal. La dotation immobilière est elle-aussi réduite. Les châteaux de Rambouillet, de Strasbourg, de Bordeaux et de Saint-Germain sont sortis de cette dotation immobilière ainsi que de nombreuses forêts et terres agricoles.

## Intendants généraux de la Couronne
- Charles Pierre Claret de Fleurieu en 1804 et 1805,
- Pierre Daru de 1805 à 1811,
- Jean-Baptiste Nompère de Champagny de 1811 aux Cent-Jours.

## Intendants généraux des bâtiments de la Couronne
- Louis Costaz de 1809 à 1813,
- Édouard Mounier de 1813 aux Cents-Jours.
- Édouard Mounier est confirmé dans ses fonctions par Louis XVIII
- Isidore Godard-Dubuc, de 1832 à 1848.